# NGC 4827
NGC 4827 is een elliptisch sterrenstelsel in het sterrenbeeld Hoofdhaar. Het hemelobject werd op 11 april 1785 ontdekt door de Duits-Britse astronoom William Herschel.

## Synoniemen
- UGC 8065
- MCG 5-31-16
- ZWG 160.28
- PGC 44178